# Buttercrambe
Buttercrambe – wieś w Anglii, w hrabstwie North Yorkshire, w dystrykcie (unitary authority) North Yorkshire. Leży 15 km na północny wschód od miasta York i 283 km na północ od Londynu.